# Paulina Paluch
Paulina Paluch (ur. 3 grudnia 1998 w Radomiu) – polska lekkoatletka, sprinterka, mistrzyni Polski w biegach sztafetowych, olimpijka z Tokio (2021).

## Życiorys
Jest wychowanką ULKS Jedlińsk. Jej pierwszym trenerem był Krystian Kilar. Od 2016 reprezentuje barwy AZS-AWF Warszawa. Jej trenerem klubowym jest Jacek Zamecznik.
W 2021 wystąpiła w sztafecie 4 x 100 metrów na igrzyskach olimpijskich w Tokio, gdzie odpadła w eliminacjach, z wynikiem 43,09.
Na mistrzostwach Polski seniorek na otwartym stadionie zdobyła pięć medali: złoty w sztafecie 4 x 100 metrów w 2021, złote w sztafecie 4 x 200 metrów w 2019 i 2020, brązowy medal w sztafecie mieszanej 4 x 400 metrów w 2018 oraz brązowy medal w sztafecie 4 x 100 metrów w 2020. Nigdy nie stawała indywidualnie na podium mistrzostw Polski seniorek. Jej najlepszym występem było 4. miejsce w biegu na 100 metrów w 2021.
Podczas halowych mistrzostw Polski seniorek zdobyła trzy medale w sztafecie 4 x 200 metrów: złoty w 2021, srebrny w 2020 i brązowy w 2019.
W barwach AZS-AWF Warszawa poprawiła dwukrotnie klubowy rekord Polski w sztafecie 4 x 200 metrów: 1:38,13 (8.06.2019) i 1:37,92 (3.10.2020).
Rekord życiowy w biegu na 60 metrów (hala): 7,33 (5.02.2022), biegu na 100 metrów (stadion): 11,45 (24.06.2021), w biegu na 200 metrów (stadion): 23,57 (23.05.2021).
Studiuje biologię na Uniwersytecie Warszawskim.